# United States Botanic Garden
El United States Botanic Garden (en català Jardí Botànic dels Estats Units) és un jardí botànic dirigit pel Congrés dels Estats Units (Congress of the United States). Es troba a Washington DC, als terrenys del Capitoli prop del Garfield Circle. L'edifici està dividit en diverses sales que presenten cadascuna un clima diferent.

## Direcció
El Jardí Botànic dels Estats Units (USBG) és dirigit per l'arquitecte en cap del Capitoli, responsable de totes les instal·lacions que es troben als terrenys del Capitoli. L'USBG està controlat pel Congrés i està obert tots els dies de l'any fins i tot durant els permisos federals. Això vol també dir que l'USBG és públic. No pot ser utilitzat per a esdeveniments privats o comercials.

## Història
El 1838, Charles Wilkes marxa a una missió d'exploració finançada pel Congrés per navegar al voltant del globus, coneguda com l'Expedició d'exploració dels Estats Units. Durant la seva expedició, Wilkes recull mostres vives i mortes de plantes al llarg del seu llarg viatge. Va tornar finalment el 1842 amb una col·lecció impressionant de plantes desconegudes als Estats Units. Les mostres assecades han estat el començament de la col·lecció que ara és coneguda sota el nom de National Herbarium, que és mantinguda pel Smithsonian's Museu Nacional d'Història Natural. Les mostres vives i les llavors van ser disposades a l'Old Patent Office Museum greenhouse i hi han restat fins a 1850. En aquest moment, es va crear un jardí botànic tot just davant el Capitoli que contenia tota la col·lecció. Va ser el 1933 que es va canviar a l'edifici actual, al sud-oest del Capitoli. Aquest edifici és vorejat pel carrer Maryland al nord, la First Street a l'est, l'Independence Avenue al sud i la Third Street a l'oest. Es va haver de tancar el jardí botànic per a renovacions importants l'1 de setembre de 1997. Va reobrir al públic l'11 de desembre de 2001. Durant el temps de les renovacions, la col·lecció va ser enviada a l'U.S. Botanic Garden Production Facility.
El jardí botànic és també responsable del Bartholdi Park, situat al seu costat sud, que té anomenada per la seva majestuosa font al centre del seu jardí. Aquesta font va ser dissenyada per Frédéric Bartholdi.